# Тычинка

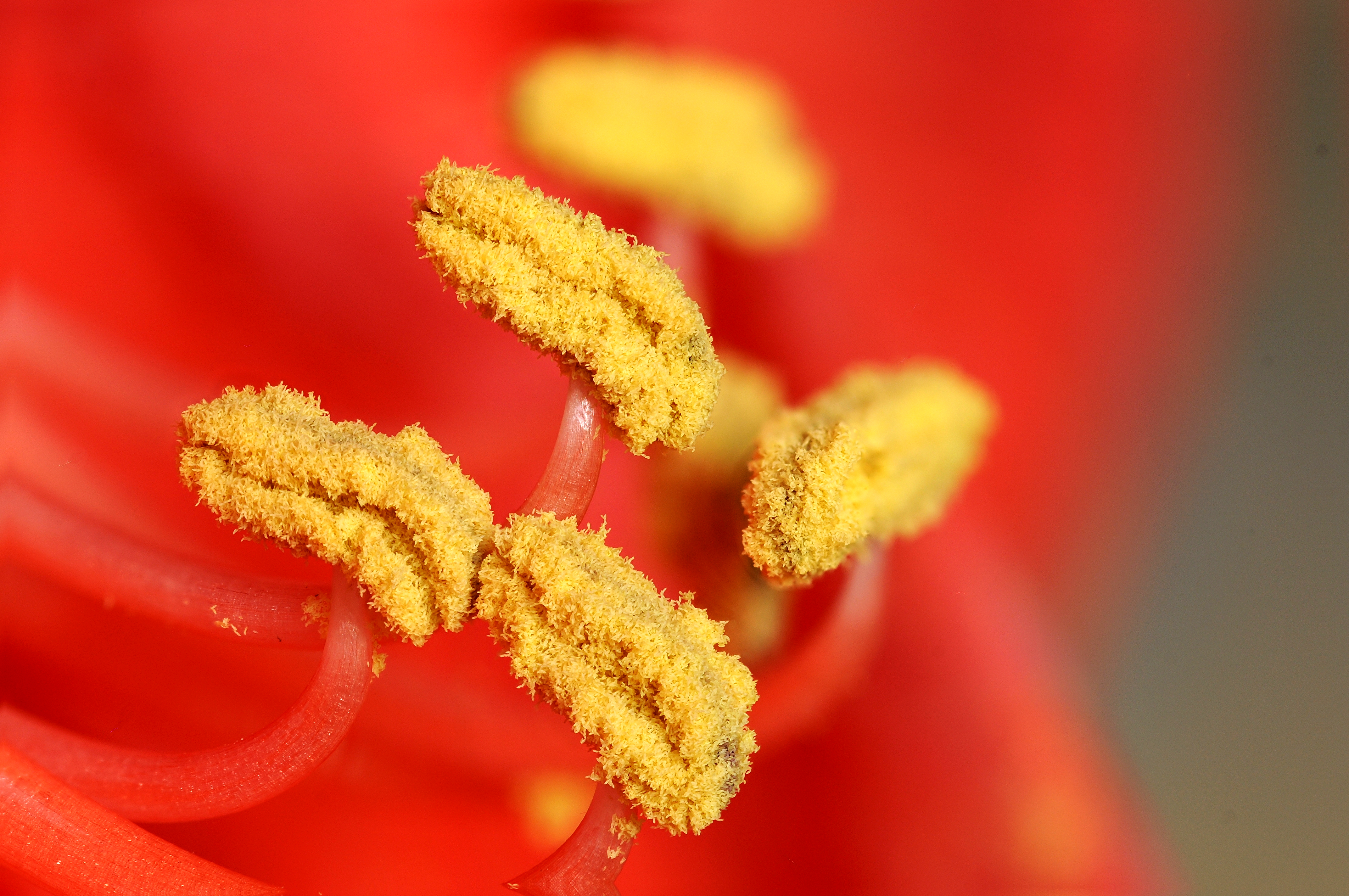
Тычинки амариллиса (Amaryllis sp.)

Тычи́нка (лат. Stamen, устар. «пыльцелистик») — часть цветка цветковых растений, мужской репродуктивный орган, в котором образуется пыльца. Стерильные тычинки (не имеющие пыльников), называют стаминодиями. Совокупность тычинок цветка (как продуктивных, так и стерильных) называется андроцеем.

## Строение тычинки
Тычинка состоит из тычиночной нити (стерильной части) и пыльника, в котором образуются пыльцевые зёрна. Тычиночная нить является гомологом микроспорофилла разноспоровых плауновидных и голосеменных.
В каждом из четырёх гнёзд пыльника из клеток археспория после мейоза образуются микроспоры, которые затем прорастают в мужские гаметофиты — пыльцевые зёрна. Совокупность пыльцевых зёрен называется пыльцой.
Число тычинок в одном цветке может быть от одной до нескольких тысяч (например, у некоторых кактусов). Совокупность тычинок цветка называется андроцеем. Тычинки обычно расположены на цветоложе спирально или по кругу.
Тычинки могут полностью или частично срастаться. У тыквенных они срастаются полностью, у астровых (сложноцветных) — пыльниками, у бобовых — тычиночными нитями (сросшиеся тычиночные нити в цветках представителей бобовых называются тычиночными трубками). У раффлезиевых и ряда представителей орхидных тычинки срастаются с пестиком, образуя особый орган, называемый колонкой.